# Matsu Higa
Matsu Higa Peichin (比嘉亲云上), às vezes chamado de Machu Hija, foi um mestre da arte marcial nativa de Oquinaua, a qual viria a evoluir até o caratê; à época a referida arte chamava-se apenas de te (ou em oquinauense, ti), o momento era a formação do Okinawa-te. O mestre viveu entre 1647 e 1721, provavelmente oriundo da ilha de Hama Higa, e pertencia à classe de guerreiros locais, peichin.
Teve como propedeutas mestres de chuan fa, como Wanshu.
As contribuições do mestre foram o desenvolvimento de um currículo coerente de kata e, com respeito à arte marcial do kobu-jutsu/kobudo, era reconhecido experto no manejo do bastão — bojutsu —, sem se esquecer dos kata para tonfa e sai. Esses ensinamentos foram transmitidos por discípulos seus, como o reconhecido Peichin Takahara, que viria a ser o mestre de Kanga Sakugawa.